# Sócrates
Sócrates Brasileiro Sampaio de Souza Vieira de Oliveira, spelernaam Sócrates, (Belém, 19 februari 1954 – São Paulo, 4 december 2011) was een Braziliaans profvoetballer. Hij had de bijnaam O Doutor (De Dokter) aangezien hij naast profvoetballer ook arts was. Sócrates werd in 1983 uitgeroepen tot Zuid-Amerikaans Voetballer van het Jaar.

## Nationaal elftal
Sócrates debuteerde op 17 mei 1979 tegen Paraguay in het Braziliaans elftal en hij speelde in totaal 63 interlands waarin hij 25 doelpunten maakte. Samen met Zico, Falcão en Toninho Cerezo vormde Sócrates het Magische Kwartet op het Braziliaanse middenveld. Sócrates was aanvoerder van Brazilië op de WK's van 1982 in Spanje en 1986 in Mexico. Na het WK 1986 nam Sócrates afscheid als international.

## Broer
Ook de 11 jaar jongere broer van Sócrates, Raí, was een succesvolle profvoetballer. Onder leiding van aanvoerder Dunga won Raí de wereldtitel met Brazilië op het WK 1994 in de Verenigde Staten.

## Gezondheid
Sócrates werd in augustus 2011 opgenomen in het ziekenhuis voor een bloeding in het spijsverteringskanaal, volgens de artsen veroorzaakt door een hoge bloeddruk. Een maand later werd hij opnieuw opgenomen toen bleek dat hij een maagbloeding had. Sócrates gaf toen toe dat hij al jaren kampte met alcoholproblemen, vooral in de tijd dat hij nog voetbalde. Nadat hij aan de beterende hand was, werd hij ontslagen uit het ziekenhuis, maar dat bleek van korte duur. Op 2 december kwam hij opnieuw in het ziekenhuis terecht, deze keer met een darminfectie. Inmiddels was zijn toestand kritiek. Op 4 december 2011 overleed de 57-jarige oud-middenvelder.